# Campeonato mundial B de hockey patines masculino de 1988
El III Campeonato mundial B de hockey sobre patines masculino se celebró en Bogotá en 1988, con la participación de doce Selecciones nacionales masculinas de hockey patines: dos de las tres últimas clasificadas en el Campeonato mundial A de hockey patines masculino de 1986 (Francia renunció a participar)  más otras diez por libre inscripción. 
Los tres primeros clasificados ascendieron al Campeonato mundial A de hockey patines masculino de 1989, si bien al ampliarse el cupo de participantes en dos plazas más, también ascendió Australia como cuarto clasificado.

## Equipos participantes
De las doce selecciones nacionales participantes del torneo, dos son de Europa, seis de América, tres de Asia, una de Oceanía y ninguna de África. Respecto al anterior Mundial B, no participaron las selecciones de Nueva Zelanda, y Costa Rica; si bien se reincorporaron las de Suiza, Venezuela, Canadá y Macao, e hicieron su debut las de Ecuador y Taiwán.

| Australia  |
| Canadá     |
| Chile      |
| Colombia   |
| Ecuador    |
| Inglaterra |
| Japón      |
| Macao      |
| México     |
| Suiza      |
| Taiwán     |
| Venezuela  |

## Fase de grupos

### Grupo A
| Equipo    | Pts | PJ | PG | PE | PP | GF | GC | DG  |
| --------- | --- | -- | -- | -- | -- | -- | -- | --- |
| Colombia  | 10  | 5  | 5  | 0  | 0  | 42 | 2  | +40 |
| Australia | 8   | 5  | 4  | 0  | 1  | 44 | 7  | +37 |
| México    | 6   | 5  | 3  | 0  | 2  | 31 | 17 | +14 |
| Venezuela | 4   | 5  | 2  | 0  | 3  | 10 | 28 | -18 |
| Japón     | 1   | 5  | 0  | 1  | 4  | 8  | 42 | -34 |
| Canadá    | 1   | 5  | 0  | 1  | 4  | 14 | 53 | -39 |

|           | Bandera de Japón | Bandera de Canadá | Bandera de Venezuela | Bandera de México | Bandera de Australia | Bandera de Colombia |
| --------- | ---------------- | ----------------- | -------------------- | ----------------- | -------------------- | ------------------- |
| Japón     |                  |                   |                      |                   |                      |                     |
| Canadá    | 5-5              |                   |                      |                   |                      |                     |
| Venezuela | 2-0              | 6-5               |                      |                   |                      |                     |
| México    | 8-2              | 14-1              | 7-2                  |                   |                      |                     |
| Australia | 15-1             | 17-1              | 7-0                  | 5-2               |                      |                     |
| Colombia  | 12-0             | 11-2              | 9-0                  | 7-0               | 3-0                  |                     |

### Grupo B
| Equipo     | Pts | PJ | PG | PE | PP | GF | GC | DG  |
| ---------- | --- | -- | -- | -- | -- | -- | -- | --- |
| Suiza      | 9   | 5  | 4  | 1  | 0  | 98 | 7  | +91 |
| Chile      | 9   | 5  | 4  | 1  | 0  | 72 | 9  | +63 |
| Inglaterra | 6   | 5  | 3  | 0  | 2  | 41 | 9  | +32 |
| Ecuador    | 4   | 5  | 2  | 0  | 3  | 25 | 51 | -26 |
| Macao      | 2   | 5  | 1  | 0  | 4  | 4  | 73 | -69 |
| Taiwán     | 0   | 5  | 0  | 0  | 5  | 7  | 98 | -91 |

|            | Bandera de Taiwán | Bandera de Portugal | Bandera de Ecuador | Bandera de Inglaterra | Bandera de Chile | Bandera de Suiza |
| ---------- | ----------------- | ------------------- | ------------------ | --------------------- | ---------------- | ---------------- |
| Taiwán     |                   |                     |                    |                       |                  |                  |
| Macao      | 3-2               |                     |                    |                       |                  |                  |
| Ecuador    | 13-3              | 7-0                 |                    |                       |                  |                  |
| Inglaterra | 16-0              | 11-0                | 10-2               |                       |                  |                  |
| Chile      | 26-2              | 23-1                | 17-2               | 3-1                   |                  |                  |
| Suiza      | 40-0              | 30-0                | 21-1               | 4-3                   | 3-3              |                  |

## Fase Final
Los 3 primeros de cada grupo pasaron a disputar los puestos primero al sexto por el sistema de liguilla. Asimismo, el resto disputaron en otra liguilla los puestos séptimo al duodécimo. En ambos casos se respetaron los resultados de la fase de grupos. Estos partidos aparecen marcados con un (*).

### Puestos 1º al 6º (Grupo C)
| Equipo     | Pts | PJ | PG | PE | PP | GF | GC | DG  |
| ---------- | --- | -- | -- | -- | -- | -- | -- | --- |
| Colombia   | 10  | 5  | 5  | 0  | 0  | 19 | 2  | +17 |
| Suiza      | 7   | 5  | 3  | 1  | 1  | 27 | 11 | +16 |
| Chile      | 7   | 5  | 3  | 1  | 1  | 22 | 12 | +10 |
| Australia  | 4   | 5  | 2  | 0  | 3  | 19 | 21 | -2  |
| México     | 2   | 5  | 1  | 0  | 4  | 14 | 39 | -25 |
| Inglaterra | 0   | 5  | 0  | 0  | 5  | 13 | 29 | -16 |

|            | Bandera de Inglaterra | Bandera de México | Bandera de Australia | Bandera de Chile | Bandera de Suiza | Bandera de Colombia |
| ---------- | --------------------- | ----------------- | -------------------- | ---------------- | ---------------- | ------------------- |
| Inglaterra |                       |                   |                      |                  |                  |                     |
| México     | 5-3                   |                   |                      |                  |                  |                     |
| Australia  | 12-5                  | 5-2 (*)           |                      |                  |                  |                     |
| Chile      | 3-1 (*)               | 13-5              | 3-1                  |                  |                  |                     |
| Suiza      | 4-3 (*)               | 11-2              | 8-1                  | 3-3 (*)          |                  |                     |
| Colombia   | 5-1                   | 7-0 (*)           | 3-0 (*)              | 2-0              | 3-0              |                     |

### Puestos 7º al 12º (Grupo D)
| Equipo    | Pts | PJ | PG | PE | PP | GF | GC | DG  |
| --------- | --- | -- | -- | -- | -- | -- | -- | --- |
| Venezuela | 9   | 5  | 4  | 1  | 0  | 30 | 16 | +14 |
| Canadá    | 7   | 5  | 3  | 1  | 0  | 39 | 24 | +15 |
| Japón     | 7   | 5  | 3  | 1  | 1  | 18 | 14 | +4  |
| Ecuador   | 5   | 5  | 2  | 1  | 2  | 33 | 21 | +12 |
| Macao     | 2   | 5  | 1  | 0  | 4  | 13 | 30 | -17 |
| Taiwán    | 0   | 5  | 0  | 0  | 5  | 13 | 41 | -28 |

|           | Bandera de Taiwán | Bandera de Portugal | Bandera de Ecuador | Bandera de Japón | Bandera de Canadá | Bandera de Venezuela |
| --------- | ----------------- | ------------------- | ------------------ | ---------------- | ----------------- | -------------------- |
| Taiwán    |                   |                     |                    |                  |                   |                      |
| Macao     | 3-2 (*)           |                     |                    |                  |                   |                      |
| Ecuador   | 13-3 (*)          | 7-0 (*)             |                    |                  |                   |                      |
| Japón     | 3-2               | 6-2                 | 4-3                |                  |                   |                      |
| Canadá    | 12-3              | 8-5                 | 9-5                | 5-5 (*)          |                   |                      |
| Venezuela | 10-3              | 7-3                 | 5-5                | 2-0 (*)          | 6-5 (*)           |                      |

## Clasificación final
| 1. Colombia   |
| 2. Suiza      |
| 3. Chile      |
| 4. Australia  |
| 5. México     |
| 6. Inglaterra |
| 7. Venezuela  |
| 8. Canadá     |
| 9. Japón      |
| 10. Ecuador   |
| 11. Macao     |
| 12. Taiwán    |